# Marvin Tshibuabua
Marvin Silver Tshibuabua (Lyon, 8 januari 2002) is een Frans voetballer met Congolese roots die sinds 2022 uitkomt voor RFC Seraing.

## Clubcarrière
Tshibuabua begon zijn jeugdopleiding bij CASC Oullins Lyon. Via Olympique Lyon belandde hij in 2015 bij FC Lyon. Daar plukte AS Saint-Étienne hem een later weg. In het seizoen 2018/19 stroomde hij door naar het tweede elftal van de club, dat toen uitkwam in de Championnat National 2. Op 25 oktober 2020 maakte hij zijn officiële debuut in het eerste elftal van de club: op de 8e speeldag van de Ligue 1 viel hij in de 48e minuut in voor Panagiotis Retsos.
In juni 2022 ondertekende hij een tweejarig contract met optie op een extra jaar bij de Belgische eersteklasser RFC Seraing.

## Interlandcarrière
Tshibuabua nam in 2019 met Frankrijk –17 deel aan het WK onder 17 in Brazilië. Frankrijk eindigde op dat toernooi derde. Tshibuabua kwam slechts één wedstrijd in actie, namelijk in de tweede groepswedstrijd tegen Haïti (0-2-winst).